# 条纹藁本
条纹藁本是伞形科藁本属多年生草本植物，原产中国云南和喜马拉雅山区。
（World Flora Online摘引世界选定植物科别目录认为，川芎L. chuanxiong是条纹藁本L. striatum的异型异名，但此来源已经停止维护。）